# علیرضا صیداوی
علیرضا صیداوی پژوهشگر ایرانیِ حوزهٔ کشاورزی و دانشیار دانشگاه آزاد اسلامی واحد رشت است.
 او برای ترجمه کتاب زیست‌فراهمی مواد مغذی در حیوانات: اسیدهای آمینه، مواد معدنی و ویتامین‌ها برگزیدهٔ بیست و سومین دورهٔ کتاب سال ایران شد.
صیداوی همچنین در سال ۱۳۹۱ به‌عنوان پژوهشگر برتر کشور انتخاب شد.